# Amor à vida
 (срп. Љубав према животу) бразилска је теленовела, продукцијске куће Реде Глобо, снимана 2013. и 2014.

## Синопсис
Радња почиње 2001. када се упознајемо са животима Паломе и Феликса, сестре и брата који се сукобе око власништва болнице њиховог оца Сезара Курија, угледног и поштованог доктора, који је своју љубав према медицини пренео и на млађу ћерку. Палома је одувек осећала да не припада својој породици и једино је наилазила на размевање код Сезара. Њена мајка Пилар је одувек била индиферентна према њој и више наклоњена Феликсу. На породичном путовању у Мачу Пичу, Палома се заљубљује у Ниња, мушкарца без сталне адресе, који јој обећава “цео свет”. Наивна и пуна илузија, Палома одлази са њим. Али ствари не испадну онако како је замислила.
Палома одлучује да води номадски живот. Одустаје од факултета на очево разочарање. Цела породица се вратила у Бразил, а Палома открива да носи Нињово дете. Након пар месеци трудноће, Паломин лагодан живот номаткиње се приближава крају кад открива да је Цесар заврнуо славину. Аутоматски Палома каже Нињу да оду у Бразил где ће га њена фамилија одмах прихватити, као и бебу коју носи. Проблем - нема пара за карте. Нињо на савет своје "пријатељице" Алехандре пристане кријумчарити дрогу до Бразила. Нињо залепи пар пакетића кокаина на своје тело и тако одлази на пут. Полиција га хвата и стрпа у затвор, а Палома наставља путем Бразила на Нињов предлог.
Девет месеци касније, она се порађа у тоалету кафића и у помоћ јој долази Марсија, гошћа у кафићу. Беба се роди, девојчица је. Марсија тада каже да је сад учинила све шта је могла и остави Палому и бебу у тоалету.
Феликс, амбициозан и жељан моћи, одувек је завидео Паломи на очевој пажњи коју он није добијао, проналази кафић где је она последњи пут виђена и улази у тоалет где открива полумртву Палому. Узима живу бебу и одлучи је се решити. Због туче у кафићу, излази неприметно до свог аута и одлучи оставити Паломину кћерку у контејнеру, надајући се да ће тако осигурати своје наследство и положај власника болнице.
На другој страни, Бруно, после губитка своје жене и сина на порођају, лутајући улицама очајан, проналази напуштену бебу у контејнеру и одлучује да је усвоји. Уз помоћ верне пријатељице Глаусе и његове мајке Ордалије која ради као медицинска сестра у болници, региструје малу Паулу као своју ћерку.
Дванаест година касније, Палома и даље не губи наду да ће пронаћи несталу кћер. Ради као педијатар, управо из љубави према деци. Игром судбине, заљубљује се управо у Бруна, човека који је усвојио њену кћер. Феликс је у браку с Едит, али је скривени хомосексуалац и живи двоструким животом.
Пратимо и причу Пиларине мајке Бернарде, богате жене која ће се заљубити у уличног мушкарца. За хумористични део новеле је задужена Марсија, бивша плесачица и играчица, која мрзи Риту Кадилак и жели на све начине да се обогати уз помоћ своје ћерке Валдирене.
Валдирене је девојка из сиромашног краја, која планира да затрудни са фудбалером или неким богаташем и на тај начин обезбеди своју будућност.
Дугогодишњи брак Сезара и Пилар ће се наћи у кризи доласком нове секретарице Алине…

## Улоге
| Глумац:            | Улога:                               |
| ------------------ | ------------------------------------ |
| Паола Оливејра     | Палома Кури                          |
| Малвино Салвадор   | Бруно дос Сантос Араужо              |
| Матеус Солано      | Феликс Кури                          |
| Жулијано Казаре    | Жоаким Нињо Ровери                   |
| Сузана Вијеира     | Пилар Кури                           |
| Антонио Фагундес   | Сезар Кури                           |
| Ванеса Ђакомо      | Алине Нороња                         |
| Барбара Паз        | Едит Собрал Кури                     |
| Елизабет Савала    | Марсија до Еспирито Санто            |
| Клара Кастањо      | Паула Паулиња Соуза Араужо           |
| Елијана Жијардини  | Ордалија Апаресида дос Сантос Араужо |
| Марсело Ентони     | Ерон Мескита                         |
| Данијеле Винитс    | Амарилис                             |
| Тијаго Фрагозо     | Нико Мескита                         |
| Фернанда Машадо    | Леила Мело Родригес                  |
| Рикардо Тоци       | Талес Брито                          |
| Марина Руј Барбоза | Николе Веига де Асис                 |
| Леона Кавали       | Глаусе де Са Бенитез                 |
| Ари Фонтоура       | Др. Лутеро Моура Кардозо             |
| Тата Вернек        | Валдирене Вал до Еспирито Санто      |
| Фабијана Карла     | Персефоне Фортино                    |
| Каио Кастро        | Мишел Гусмао                         |